# La chimera (Sebastiano Vassalli)
La chimera è un romanzo storico di Sebastiano Vassalli ambientato all'inizio del Seicento, nell'attuale Piemonte. Pubblicato nel 1990, vinse lo stesso anno il Premio Strega e il Premio Napoli, risultando finalista anche al Premio Campiello. Rivisitando il passato, l'Autore non ne propone un'immagine idealizzata, ma al contrario lo rivisita nelle sue urgenze e nelle sue tensioni cruciali, facendo emergere quel tempo come "pieno di attualità", quindi specchio autentico dell'esistenza dei lettori.
Il termine "Chimera" del titolo si riferisce al Monte Rosa così come lo si vede dalla pianura della provincia novarese, ma è anche un rimando all'omonima poesia di Dino Campana:

## Riassunto
Antonia, esposta (ossia orfana) abbandonata sulla soglia della casa di carità di San Michele di Novara, viene allevata con le altre esposte tra le suore e la rigida disciplina della dottrina cattolica. Conosce suor Livia (la meridionale), suor Clelia (la maestra) e suor Leonarda (la superiora).
Antonia cresce ed è la più bella fra tutte le esposte della Pia Casa: per i suoi capelli neri e i tratti mediterranei riceve il cognome di "Spagnolini". Arrivato il vescovo Bascapè a Novara, Antonia viene scelta per recitare la poesia di benvenuto, ma sul momento sviene per l'emozione: il vescovo però la perdona e le dà la sua benedizione.
Antonia, durante la sua permanenza nella Pia Casa, viene incaricata, insieme ad un'altra esposta, a svuotare ogni mattina la ruera, cioè il secchio dove vengono raccolte le feci. Una mattina, durante il trasporto, il secchio le cade dalle mani rovesciandosi su suor Leonarda, che per punizione la rinchiude in uno stanzino. Qui incontra Rosalina, 17enne che dice di sapere cosa fanno realmente preti e suore e perciò viene rinchiusa costantemente. Rosalina, già rimasta incinta una volta da un'avventura, spiega molto rozzamente tutto ciò che concerne la sessualità all'ignara Antonia, non perdendo l'occasione per rivelarle la falsità di tutto ciò insegna la Chiesa, invitando la bambina a non credere.
All'età circa di dieci anni, Antonia viene adottata da una coppia di contadini, il taciturno ma buono Bartolo Nidasio e la sua amorevole moglie Francesca, che la portano a casa nel paesino di "Zardino" e l'allevano come se fosse una loro figlia legittima: cosa alquanto strana a quei tempi, dato che spesso le esposte venivano adottate affinché facessero da serve, infatti non mancano i pettegolezzi delle comari del villaggio al riguardo. Antonia, arrivata a Zardino, conosce subito il popolare don Michele, appartenente alla categoria dei quistoni, ossia falsi parroci dediti più agli affari che alla religione, perseguitati a Novara e dintorni dopo l'arrivo del vescovo Bascapè.
Con l'arrivo della primavera a Zardino arrivano anche i risaroli - coloro che lavoravano nelle risaie - e Antonia, assieme alla sua amica Teresina Borghesini, scopre la degradata realtà in cui questi vivono. Costoro, spiega Vassalli, erano persone miserabili, spesso con un ritardo mentale, che venivano indotte al massacrante lavoro nelle risaie con l'inganno. Antonia, addolorata nel vederli così distrutti, malati e moribondi, progetta di farli scappare, ma Teresina le spiega che ciò non è possibile a causa dei "Fratelli Cristiani", uomini preposti a punire i risaroli fuggitivi. Durante il giorno Teresina narra di tutte le credenze popolari della bassa. Vassalli descrive accuratamente come appariva Zardino nel 1600 spiegando anche alcune fra le più importanti credenze popolari. Tra queste emergono quelle del "Dosso dell'albera", attorno al quale si credeva si riunissero le streghe per svolgere i sabba, e quelle del Dosso dei ceppi rossi, dove si immaginava vivessero serpenti che parlavano fra di loro. In estate, Antonia ha modo di conoscere, nei campi del suo padre adottivo Bartolo, i risaroli che quivi lavorano, uomini che non parlano mai con nessuno e che, mentre lavorano, cantano delle canzoni per alleviare le fatiche del lavoro. In questo periodo Antonia diventa anche amica sia di Biagio, servo di Teresina considerato da tutti "lo scemo del villaggio", sia del camparo (cioè la guardia) Maffiolo, che ogni volta narra ad Antonia delle sue avventure "in terre lontane", al servizio del re di Spagna.
Alla fine del 1601 arriva a Zardino don Teresio, giovane prete inviato dal vescovo per scacciare e sostituire don Michele; costringe inoltre gli abitanti di Zardino ad andare in chiesa tutti i giorni ed è molto rigido. 
Con l'inverno arriva la minaccia del Caccetta, un feudatario novarese realmente esistito, che, per via di bandi e condanne, si stabilisce dall'altra parte del fiume Sesia. Costui, approfittando della secca del fiume, assieme ai suoi bravi attraversa il Sesia per compiere scorrerie nei villaggi della bassa novarese. Ha anche la fama di essere un uomo molto crudele, oltre che basso, robusto e di brutto aspetto. A un giorno a Zardino coi suoi bravi, ma fortunatamente non saccheggia né uccide o rapisce nessuno.
In quest'epoca, spiega Vassalli, vi è un grande e proficuo commercio di reliquie, ovviamente false, che si credeva possedessero poteri miracolosi. Perciò il vescovo Bascapè incarica monsignor Cavagna - detto ''oca bianca più che burro'', citando Dante - di andare a Roma ad acquistarne alcune. Cavagna, arrivato a Novara con le presunte reliquie, è bene accolto da tutti; ma con l'arrivo dell'inquisitore mandato, appunto, per verificare l'autenticità di tali reliquie, il Cavagna finisce in prigione e la stessa reputazione del Bascapè ne risente.
Nel frattempo Antonia cresce e allo stesso tempo Biagio, che oltre ad avere qualche problema mentale viene trattato dalle due sorelle alla stregua di un animale, si innamora follemente di Antonia, tanto che le sorelle Borghesini, dopo aver perso la pazienza a causa delle continue fughe di Biagio, lo fanno castrare. Un giorno Antonia, mentre porta, assieme alle sue amiche, delle oche al pascolo, incontra per strada un pittore di nome Bertolino, chiamato da Diotallevi a Zardino per dipingere l'edicola votiva che aveva costruito egli stesso. Bertolino, vedendo Antonia, è così colpito dalla sua bellezza da raffigurare la Madonna dell'edicola con il suo volto. A nessuno in paese piacerà questa scelta e don Teresio si rifiuterà di benedire l'edicola.
Nell'autunno dello stesso anno arriva a Zardino un gruppo di soldati lanzichenecchi, i quali compiono ogni genere di angheria e saccheggio nel paesino. Durante la permanenza dei lanzi, Antonia accetta di ballare con uno di loro al centro della piazza e perciò non viene più ammessa in chiesa. Durante l'inverno tra il 1609 e il 1610, Antonia ascolta le varie storie delle comari sul Caccetta, su animali mostruosi, sul diavolo, i demoni e le streghe. Queste per superstizione iniziano addirittura a collegare Antonia agli strani eventi avvenuti nel villaggio.
Don Teresio, su consiglio di molti abitanti del villaggio, va a Novara a denunciare al Sant'Uffizio Antonia come strega: ivi narra di molti avvenimenti sospetti all'inquisitore Manini, il quale decide di iniziare il processo - storicamente autentico - verso Antonia. All'interrogatorio tutti i testimoni giudicano Antonia una strega, a eccezione di Teresina, che spiega che Antonia esce di notte non per partecipare ai sabba, bensì per incontrarsi con il suo fidanzato. Antonia, giunta a Novara assieme ai genitori, è ascoltata dall'inquisitore che le pone alcune domande alle quali risponde negando di essere una strega e affermando di incontrarsi semplicemente con il moroso e non con il diavolo. L'uomo di Antonia, Gasparo, è un camminante, cioè un uomo senza fissa dimora che viaggia continuamente cercando ospitalità in qualche locanda o abitazione privata, e per mestiere fa il capo dei risaroli. Durante l'estate di quell'anno conosce Antonia e i due si incontrano la notte sotto il colle dell'albera dove Gasparo le racconta le sue avventure passate per mare, promettendole che un giorno la porterà con sé a Genova dove trascorreranno il resto della vita insieme. Manini interroga di nuovo Antonia, questa volta ricorrendo anche alla tortura, violentemente perpetrata da Taddeo e Bernardo (due mascalzoni al servizio dell'inquisitore all'interno del tribunale), dopo la quale ella confessa ciò che gli inquisitori vogliono sentirsi dire. Manini, soddisfatto del suo lavoro, fa ricondurre Antonia nelle prigioni. Anche i genitori di Antonia testimoniano davanti a Manini, dicendo, come anche aveva detto in precedenza Teresina, che Antonia si incontra con l'uomo che ama e non con il diavolo e, Bartolo tenta anche di corrompere l'inquisitore offrendogli un porco, invano.
Finisce il mese di giugno e Antonia, ancora sotto processo, deve trascorrere le sue giornate nelle prigioni dove alle comodità inesistenti si aggiunge la molestia dei topi che corrono per le pareti. Oltre lei nel carcere è presente soltanto un chierico omosessuale, in seguito trasferito nelle prigioni vescovili. Antonia è esaminata un'altra volta e sempre con i medesimi mezzi di tortura che la costringono ad ammettere nuovamente colpe che non ha mai commesso.
Il 20 agosto 1610 si riunisce il collegio per decretare la sentenza verso la strega di Zardino, assemblea che termina con la condanna di Antonia al rogo.
Nel frattempo Taddeo e suo figlio Bernardo ripuliscono per bene la prigione e la notte arrivano ad aggredire barbaramente Antonia: dopo averle tappato la bocca, la violentano, dopo che lei tenta invano di ribellarsi, e sente di essere già morta.
Finisce agosto e Antonia viene trasferita nelle prigioni della torre dei Paratici, dove trascorre gli ultimi giorni prima dell'esecuzione. Qui oltre a lei vi è Rosalina che è stata arrestata poiché si prostituiva davanti ad una caserma e senza la mantella gialla che serviva per distinguere le prostitute. Antonia non socializza molto con la sua compagna di cella. Infatti, durante la sua permanenza nella torre, Antonia trascorre le sue giornate a dormire per fuggire dalla realtà. In quei giorni, poi, arriva da Milano mastro Bernardo, il boia, che ha ricevuto l'ordine di giustiziare Antonia l'indomani, sulla collina dove si crede che ella si accoppiasse con il diavolo. I genitori di Antonia (da sempre dichiaratisi anticlericali), disgustati dall'ignoranza e l'indifferenza della gente del paese responsabile della morte della loro amata figlia, sono condannati a pagare una cifra enorme per le spese del processo e sono costretti a vendere tutto.
L'11 settembre 1610 Antonia viene condotta su una carrozza e portata sul dosso dell'albera per essere giustiziata. Durante il tragitto la ragazza osserva dal finestrino della carrozza la gente che urla e che acclama a gran voce la sua morte, e non prova altro che disprezzo per il genere umano. Prima di giustiziarla, il boia Bernardo si rammarica e chiede umilmente perdono ad Antonia, dicendole che sta facendo ciò perché costretto. Mosso a pietá, le somministra un preparato per alleviarle un po' il tremendo dolore del rogo. Una volta arsa Antonia, inizia la festa tanto attesa da tutti, che credono di essersi liberati finalmente della presenza del diavolo.
Successivamente l'intero villaggio di Zardino sarà travolto da una frana di fango conseguente a un'esondazione del fiume Sesia, finendo per essere cancellato da tutte le mappe e dimenticato a lungo, assieme ai suoi abitanti e alla storia di Antonia, che, come gli ignoranti abitanti capiscono troppo tardi, non era affatto la causa di alcun problema: l'unica piaga del tempo era l'estrema superstizione e misoginia della Chiesa e della gente.

## Edizioni
- La chimera, Collana Supercoralli, Torino, Einaudi, 1990,  p. 308, ISBN 978-88-06-11683-5.
- La chimera, Collana ETascabili, Torino, Einaudi, 1992,  p. 312, ISBN 978-88-06-12937-8. - Con una Premessa e un Congedo, Collana ET Scrittori, Einaudi, 2005, ISBN 978-88-06-17274-9.
- La chimera. Romanzo. Un capolavoro da 25 anni. Con un inedito d'autore, Collana Scala italiani, Milano, BUR, 2014,  p. 362, ISBN 978-88-17-07721-7. - Collana Contemporanea, BUR, Milano, 2015-2018, ISBN 978-88-17-08150-4.